# Télévision en Belgique

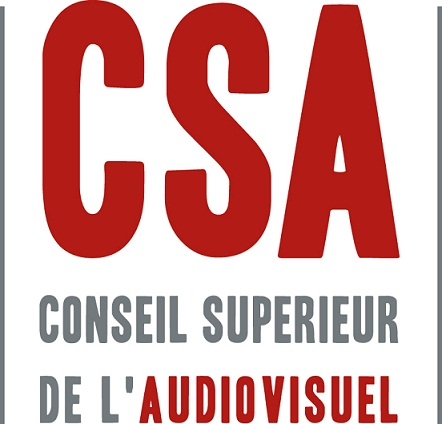
logo du Conseil Supérieur de l'Audiovisuel de la Communauté française de Belgique

La télévision en Belgique a été introduite en 1953 et a commencé avec une chaîne de télévision de l'Institut national de radiodiffusion diffusant en néerlandais et en français. Le pays est largement câblé, 93 % des ménages regardant la télévision par le câble en 2003.
Les trois Communautés belges — néerlandophone, francophone et germanophone — sont légalement responsables de la communication audiovisuelle. Elles constituent des marchés distincts, dont la caractéristique commune est d'être largement câblées et de pouvoir ainsi recevoir des chaînes des pays voisins.

## Histoire
À partir de 1930, la radiodiffusion en Belgique a été confiée à l'Institut national de radiodiffusion ou l'INR (en néerlandais : Nationaal Instituut voor de Radio-omroep, NIR). Le 2 juin 1953 marque les débuts de la télévision en Belgique (auparavant, des émissions en français et en néerlandais destinées au public belge, étaient émises par l'émetteur français de Lille) avec la diffusion en direct du couronnement de la reine Élisabeth II d'Angleterre, suivie d'émissions régulières à partir du 31 octobre 1953. L'organisme disposait de services distincts pour la télévision et la radio, en néerlandais et en français. En 1960, cette organisation a été scindée en deux organisations responsables des services publics de radio et de télévision pour les communautés néerlandophone et francophone. La Belgische Radio- en Televisieomroep (BRT), devenue Vlaamse Radio- en Televisieomroeporganisatie (VRT), pour la communauté néerlandophone et, en 1978, la Radiodiffusion-télévision belge (RTB), devenue Radio-télévision belge de la Communauté française (RTBF), pour la communauté francophone. Il existe également des programmes en allemand pour les Belges germanophones qui, depuis 1965, disposent d'une organisation distincte connue aujourd'hui sous le nom de Belgischer Rundfunk (BRF). La VRT et la RTBF partagent des installations de diffusion à Bruxelles, tandis que la BRF opère à partir d'Eupen. La VRT diffuse en Flandre et la RTBF en Wallonie. La RTBF et la VRT diffusent toutes deux en Région de Bruxelles-Capitale.
L'Histoire des techniques de télévision fait l'objet d'un article séparé.

## Chaînes
La Belgique ne dispose pas de chaînes de télévision nationales en raison de la division linguistique, seules des chaînes néerlandophones, francophones ou germanophones opérant respectivement dans les régions flamande, wallonne et germanophone. Les lois sur les médias sont créées et contrôlées au niveau régional. Les radiodiffuseurs publics RTBF et VRT partagent un bâtiment au Boulevard Auguste Reyers 52 à Schaerbeek, Bruxelles, la RTBF occupant la moitié droite et la VRT la moitié gauche, tandis que le siège de la BRF est situé à Eupen. Les deux radiodiffuseurs sont régis par des lois et des parlements différents, la RTBF étant autorisée à vendre de la publicité et à faire des pauses publicitaires, tandis que la VRT ne peut vendre que du placement de produits et des panneaux d'affichage. Les deux radiodiffuseurs publics opèrent dans des environnements concurrentiels différents. Les trois principaux réseaux de télévision publique belges diffusent leurs chaînes par l'intermédiaire d'opérateurs utilisant le câble, le satellite, l'IPTV et la télévision numérique terrestre : en DVB-T pour les chaînes de la RTBF et en DVB-T2 pour les chaînes néerlandophones.